# لوکاس آلکاراس
لوکاس آلکاراس (اسپانیایی: Lucas Alcaraz‎؛ زادهٔ ۲۱ ژوئن ۱۹۶۶) بازیکن پیشین و مربی کنونی فوتبال اهل اسپانیا است.
از باشگاه‌هایی که آلکاراس در آن بازی کرده‌است می‌توان به باشگاه فوتبال گرانادا اشاره کرد.
در حدود سه دهه دوران مربیگری، او هدایت باشگاه‌های رکریتیوو اوئلوا، راسینگ سانتاندر، گرانادا و لوانته را در لا لیگا بر عهده داشت. او همچنین تجربه مربیگری در هشت باشگاه در سگوندا دیویسیون را دارد و به‌همراه باشگاه‌های رکریتیوو اوئلوا و رئال مورسیا به لا لیگا صعود کرد و به‌همراه باشگاه رکریتیوو اوئلوا به نایب قهرمانی کوپا دل ری رسید. او همچنین مدت کوتاهی تیم ملی الجزایر را در مرحله مقدماتی جام جهانی هدایت کرد.

## انتصاب به‌عنوان سرمربی باشگاه نساجی مازندران
لوکاس آلکاراس در تاریخ ۳۰ آذر ۱۴۰۲، به عنوان جایگزین مهدی رحمتی در باشگاه نساجی مازندران انتخاب شد. آلکاراس که تجربه مربیگری در لا لیگا را داشته‌است، در مصاحبه‌ای با سایت دیجیتال گرانادا از پذیرش این چالش جدید ابراز هیجان کرد و اشاره‌ای به پیشینه و عملکرد نساجی در رقابت‌های داخلی و آسیایی نمود.
روزنامه مادریدی آ اِس به عنوان یکی از مهم‌ترین منابع خبری در اسپانیا، حضور لوکاس آلکاراس در ایران و رکورد وی، یعنی بیشترین حضور در فوتبال حرفه‌ای اسپانیا را مورد توجه قرار داد و بر تجربه گسترده‌اش تأکید نمود. در پایان این گزارش اشاره شد که مدیران باشگاه نساجی به تجربه آلکاراس روی‌آوردند که علاوه‌بر دوران طولانی مربیگری در لالیگا، پیش از این تجربیاتی در خارج از کشور در یونان و قبرس داشته‌است.
آلکاراس در تاریخ ۳ دی ۱۴۰۲، هدایت نساجی را بر عهده گرفت. او دربارهٔ حضور در فوتبال ایران گفت: «خیلی خوشحالم از اینکه قرار است با فوتبال ایران آشنا شوم. پس از ۲۰ سال حضور در اسپانیا دوست داشتم با کشورهای دیگری آشنا شوم. به نظرم ایران یک فوتبال خیلی رقابتی و جنگنده دارد، وقتی این شانس به من دست داد که با باشگاه نساجی آشنا شوم، خیلی هیجان‌انگیز بود که با هواداران پرشور نساجی آشنا شدم.»

## عملکرد مربیگری
تا تاریخ مسابقه انجام شده ۲۴ دسامبر ۲۰۲۳
| تیم               | کشور    | از             | تا             | رکورد | رکورد | رکورد | رکورد | رکورد | رکورد | رکورد | رکورد  | Ref    |
| تیم               | کشور    | از             | تا             | G     | W     | D     | L     | GF    | GA    | GD    | Win %  | Ref    |
| ----------------- | ------- | -------------- | -------------- | ----- | ----- | ----- | ----- | ----- | ----- | ----- | ------ | ------ |
| گرانادا           | اسپانیا | ۱۶ اکتبر ۱۹۹۵  | ۲۲ فوریه ۱۹۹۸  | ۱۰۶   | ۴۴    | ۳۵    | ۲۷    | ۱۳۴   | ۹۲    | ۴۲+   | ۰۴۲    | [ ۶ ]  |
| آلمریا            | اسپانیا | ۲۲ مه ۱۹۹۸     | ۸ نوامبر ۱۹۹۸  | ۱۱    | ۲     | ۵     | ۴     | ۸     | ۹     | ۱−    | ۰۱۸    | [ ۷ ]  |
| دوس هرماناس       | اسپانیا | ۲ ژوئیه ۱۹۹۹   | ۱۶ مه ۲۰۰۰     | ۳۹    | ۱۴    | ۱۷    | ۸     | ۴۱    | ۳۳    | ۸+    | ۰۳۶    | [ ۸ ]  |
| رکریتیوو اوئلوا   | اسپانیا | ۱۰ ژوئن ۲۰۰۰   | ۳۰ ژوئن ۲۰۰۳   | ۱۳۴   | ۴۷    | ۵۱    | ۳۶    | ۱۳۸   | ۱۳۳   | ۵+    | ۰۳۵    | [ ۹ ]  |
| راسینگ سانتاندر   | اسپانیا | ۳۱ ژوئیه ۲۰۰۳  | ۹ فوریه ۲۰۰۵   | ۶۴    | ۱۸    | ۱۷    | ۲۹    | ۷۳    | ۱۰۰   | ۲۷−   | ۰۲۸    | [ ۱۰ ] |
| خرس               | اسپانیا | ۲۶ ژوئن ۲۰۰۵   | ۱۸ ژوئن ۲۰۰۶   | ۴۶    | ۲۰    | ۱۵    | ۱۱    | ۷۰    | ۵۳    | ۱۷+   | ۰۴۳    | [ ۱۱ ] |
| رئال مورسیا       | اسپانیا | ۲۰ ژوئن ۲۰۰۶   | ۶ مارس ۲۰۰۸    | ۷۱    | ۲۶    | ۲۲    | ۲۳    | ۸۵    | ۸۸    | ۳−    | ۰۳۷    | [ ۱۲ ] |
| رکریتیوو اوئلوا   | اسپانیا | ۷ اکتبر ۲۰۰۸   | ۱۵ ژوئن ۲۰۰۹   | ۳۴    | ۸     | ۸     | ۱۸    | ۳۴    | ۴۹    | ۱۵−   | ۰۲۴    | [ ۱۳ ] |
| کوردوبا           | اسپانیا | ۲۵ ژوئن ۲۰۰۹   | ۸ ژوئن ۲۰۱۱    | ۹۲    | ۳۱    | ۲۷    | ۳۴    | ۱۰۸   | ۱۱۹   | ۱۱−   | ۰۳۴    | [ ۱۴ ] |
| آلمریا            | اسپانیا | ۲۶ ژوئن ۲۰۱۱   | ۴ آوریل ۲۰۱۲   | ۳۵    | ۱۵    | ۱۴    | ۶     | ۵۷    | ۴۱    | ۱۶+   | ۰۴۳    | [ ۱۵ ] |
| آریس سالونیک      | یونان   | ۳ دسامبر ۲۰۱۲  | ۲۹ ژانویه ۲۰۱۳ | ۸     | ۲     | ۴     | ۲     | ۹     | ۱۱    | ۲−    | ۰۲۵    | [ ۱۶ ] |
| گرانادا           | اسپانیا | ۳۰ ژانویه ۲۰۱۳ | ۱۹ مه ۲۰۱۴     | ۵۷    | ۱۹    | ۹     | ۲۹    | ۵۷    | ۸۳    | ۲۶−   | ۰۳۳    | [ ۱۷ ] |
| لوانته            | اسپانیا | ۲۱ اکتبر ۲۰۱۴  | ۲۵ اکتبر ۲۰۱۵  | ۴۳    | ۱۰    | ۱۳    | ۲۰    | ۴۰    | ۷۱    | ۳۱−   | ۰۲۳    | [ ۱۸ ] |
| کرانادا           | اسپانیا | ۳ اکتبر ۲۰۱۶   | ۱۰ آوریل ۲۰۱۷  | ۲۶    | ۵     | ۶     | ۱۵    | ۲۱    | ۵۱    | ۳۰−   | ۰۱۹    | [ ۱۹ ] |
| الجزایر           | الجزایر | ۱۳ آوریل ۲۰۱۷  | ۱۱ اکتبر ۲۰۱۷  | ۷     | ۲     | ۱     | ۴     | ۶     | ۱۰    | ۴−    | ۰۲۹    | [ ۲۰ ] |
| آلمریا            | اسپانیا | ۱۶ نوامبر ۲۰۱۷ | ۲۴ آوریل ۲۰۱۸  | ۲۱    | ۶     | ۶     | ۹     | ۲۲    | ۲۵    | ۳−    | ۰۲۹    | [ ۲۱ ] |
| ساراگوسا          | اسپانیا | ۲۲ اکتبر ۲۰۱۸  | ۱۷ دسامبر ۲۰۱۸ | ۸     | ۱     | ۲     | ۵     | ۶     | ۱۳    | ۷−    | ۰۱۳    | [ ۲۲ ] |
| آلباسته بالومپیه  | اسپانیا | ۳ فوریه ۲۰۲۰   | ۱۳ اکتبر ۲۰۲۰  | ۲۱    | ۵     | ۱۰    | ۶     | ۱۹    | ۲۲    | ۳−    | ۰۲۴    | [ ۲۳ ] |
| المپیاکوس نیکوزیا | قبرس    | ۲۹ دسامبر ۲۰۲۱ | ۱۶ فوریه ۲۰۲۲  | ۸     | ۰     | ۲     | ۶     | ۴     | ۱۴    | ۱۰−   | ۰۰۰٫۰۰ | [ ۲۴ ] |
| یونیون ایبیزا     | اسپانیا | ۲۸ نوامبر ۲۰۲۲ | ۶ ژوئن ۲۰۲۳    | ۲۶    | ۴     | ۱۰    | ۱۲    | ۲۴    | ۴۴    | ۲۰−   | ۰۱۵    | [ ۲۵ ] |
| نساجی مازندران    | ایران   | ۲۴ دسامبر ۲۰۲۳ | اکنون          |       |       |       |       |       |       |       |        | [ ۲۶ ] |
| Total             | Total   | Total          | Total          | ۸۵۷   | ۲۷۹   | ۲۷۴   | ۳۰۴   | ۹۵۶   | ۱٬۰۶۱ | ۱۰۵−  | ۰۳۳    | —      |